# Gérard Herzog
Pour les articles homonymes, voir Herzog.
Gérard Herzog est un alpiniste, écrivain, cinéaste et scénariste français, né le 19 décembre 1920 à Paris où il est mort le 1er novembre 2003.
Il est le frère de l'alpiniste et homme politique Maurice Herzog, le mari de la chanteuse Marie-Josée Neuville et le beau-frère du réalisateur Jacques Ertaud.

## Biographie
Après des études secondaires classiques (latin et grec), il est diplômé de l’École des hautes études en sciences sociales, section journalisme. Champion de France junior de saut à la perche, international junior d’athlétisme, membre de l’équipe de France pendant deux ans, sa carrière sportive est interrompue par la Seconde Guerre mondiale.
Réfractaire au service du travail obligatoire, il passe à la clandestinité, dans le maquis de la région du mont Blanc dont le chef est son frère Maurice Herzog. Il est arrêté par la Gestapo quelques semaines avant la Libération.
En novembre 1944, il est nommé réalisateur homologué à la Radiodiffusion française. L'année suivante, il devient pour trois ans chef du service des émissions littéraires et dramatiques de la Radiodiffusion française, qui compte alors une chaîne unique. En 1947, il devient premier assistant-réalisateur de Walter Kapps. Il entre à la Metro-Goldwyn-Mayer France comme directeur artistique pour le doublage et dialoguiste : on lui doit entre autres la version française de Autant en emporte le vent.
En 1952, il revient à la Radiodiffusion française où il réalise pendant 8 ans un grand nombre d’émissions littéraires et dramatiques. Il travaille avec des jeunes comédiens qui ont pour nom Jeanne Moreau, Michel Piccoli, Simone Signoret, Jean-Paul Belmondo, Michel Bouquet, Jean Topart, Gérard Philipe, Louis de Funès, Robert Etcheverry et des auteurs tels que Albert Camus, André Gide, Paul Claudel, François Mauriac, Jean Cocteau, Jean Giono et Blaise Cendrars.
Simultanément, il fait connaitre des compositeurs relativement méconnus ou décriés comme Edgar Varèse, Bela Bartok, Igor Markevitch. Il participe aux recherches de Pierre Schaeffer sur ce qui devient la musique concrète. Il obtient le prix Italia pour Cantate à trois voix de Paul Claudel. En 1958, il écrit et met en scène le film produit par Marcel Ichac, Les Étoiles de Midi, qui obtient le Grand prix du cinéma français face à Hiroshima mon amour. Il y incarne également le second rôle en tant qu'acteur et en fait le montage et le doublage.
En 1960, il est nommé réalisateur à la télévision française, en charge principalement des émissions musicales (concerts symphoniques, cycles Mozart, Beethoven, etc.). Il devient le « Monsieur Musique » aux côtés de Bernard Gavoty, Lucienne Bernadac, Claude Samuel et Pierre Petit.
Dans le même temps, il écrit et met en scène pour la télévision de nombreuses dramatiques, des films tels que La Grande Crevasse d'après Roger Frison-Roche, des émissions poétiques et littéraires (Commédia) et des dramatiques (Peur contre peur, Ossicum 12, En attendant Cléo, Le Réveil de Rose, etc.)
Après mai 68, il se lance dans les émissions politiques. Il crée les premiers Face à face, Face à la presse, Face à l’opinion ; il participe aussi à Armes égales. Après quelques émissions avec le général de Gaulle, il devient le réalisateur et conseiller technique audiovisuel de Georges Pompidou pendant 5 ans, puis de Valéry Giscard d'Estaing pour 7 ans.  Il est également le principal réalisateur des campagnes électorales présidentielles de Georges Pompidou puis de Valéry Giscard D’Estaing en 1974 et 1981. Il est aussi le réalisateur et conseiller des interventions télévisées de la plupart des Premiers ministres de la Cinquième République : Michel Debré, Maurice Couve de Murville, Pierre Messmer, Jacques Chaban-Delmas et Raymond Barre.
Il filme une grande partie des grands évènements politiques internationaux : sommets européens, accords de paix de Paris mettant fin à la guerre du Viêt Nam (1 milliard de téléspectateurs) et toutes les visites de chefs d’États en France : Élisabeth II, Nikita Khrouchtchev, Léonid Brejnev, Anouar el-Sadate, Hassan II, etc.
Il réalise les deux campagnes présidentielles  de Valéry Giscard d’Estaing en 1974 et 1981, dont le débat télévisé opposant Valéry Giscard d’Estaing à François Mitterrand le 6 mai 1981, en tandem avec Serge Moati. L'allocution de Valéry Giscard d’Estaing diffusée le 19 mai 1981 est sa dernière réalisation politique.
En 1981, il signe l’adaptation et la réalisation de La Voie Jackson, un film de 4 h 25 en trois parties d'après son propre roman, diffusé sur TF1 avec notamment Guy Marchand, Marie-Josée Neuville, Sami Frey et Edward Meeks.
Il meurt le 1er novembre 2003 des suites d'un accident cérébral survenu 18 ans plus tôt.
Il a constitué avec son frère Maurice Herzog, la « cordée glaciairiste » considérée à l’époque comme une des meilleures de l’alpinisme mondial[réf. nécessaire]. Il est auteur avec Maurice Herzog, Gaston Rébuffat et Lionel Terray de premières et de records[Lesquels ?].
Il a épousé le 28 mai 1949 la comédienne Nelly Benedetti avec laquelle il a eu deux enfants, Frédéric et Carine. En 1961, il épouse en secondes noces Marie-Josée Neuville, chanteuse, comédienne puis animatrice radio (Europe 1, France Inter et RTL) avec laquelle il a trois enfants : Valérie (1961), Rafaële (1962) et Lionel (1964). Il est également le beau-frère du réalisateur Jacques Ertaud.[réf. nécessaire]

## Œuvres

### Œuvres littéraires
- 1951 : mise en forme de Annapurna, premier 8000 d’après le récit oral de son frère, Maurice Herzog, alors blessé (tirage : 4 700 000 exemplaires).
- 1956 : adaptation et publication du manuscrit Carnets du vertige de l'alpiniste Louis Lachenal. Le texte dans sa version intégrale incluant des manuscrits originaux de Louis Lachenal est publié en 1996 aux éditions Guérin[1]
- 1976 : La Voie Jackson, roman, éditions Arthaud.

### Filmographie
- 1959 : Les Étoiles de midi - scénario, acteur, montage, doublage
- 1963 : Caterina - réalisation
- 1966 : La Grande Crevasse - réalisation d'après le roman de Roger Frison-Roche
- 1972 : Ossicum 12 - réalisation
- 1981 : La Voie Jackson - réalisation et scénario d'après son roman

## Décoration
- Chevalier de la Légion d'honneur